# Sanguszko (herb książęcy)
Sanguszko (Sanguszko I Książę, Sanguszkowicz) – polski herb książęcy, odmiana herbu Pogoń litewska. Herb własny rodziny Sanguszków.

## Opis herbu

### Opis historyczny
Juliusz Ostrowski blazonuje herb następująco:

W polu czerwonem, na ziębionej murawie – mąż zbrojny z mieczem w prawej, z tarczą złotem obramowanej, na której w polu błękitnem krzyż podwójny złoty w lewej ręce, na siwym koniu najeżdża zamek o trzech wieżycach. Nad hełmem w koronie – ogon pawi, Labry czerwone podbite srebrem. Tarczę okrywa płaszcz książęcy z mitrą.

### Opis współczesny
Opis skonstruowany współcześnie brzmi następująco:
Na tarczy o polu czerwonym na zielonej murawie mąż zbrojny z mieczem w prawej ręce, z tarczą obramowaną złotem, na której w polu błękitnym krzyż podwójny złoty, w lewej, na siwym koniu najeżdża na zamek o trzech wieżach.
W klejnocie siedem pawich ogonów.
Labry herbowe czerwone, podbite srebrem.
Całość otacza płaszcz heraldyczny, podbity gronostajem.
Płaszcz zwieńcza mitra książęca.

## Geneza
Herb książęcy przynależy Sanguszkom ze względu na ich pochodzenie od legendarnego wielkiego księcia litewskiego, Giedymina, a dokładniej ze szczepu jednego z synów Fedora Olgierdowicza – Sanguszki Fedkowicza.  
Wylegitymowani w Galicji, otrzymali potwierdzenie tytułu książęcego z przydomkiem Lubartowicz w Wiedniu 9 czerwca 1765 roku. W Rosji, Roman Sanguszko, syn Władysława Sanguszki, został zatwierdzony w 1858 roku.  
W swoim herbarzu z lat 1728–1743, Kasper Niesiecki wspomina już o odmianie herbu Pogoń litewska, przynależnej do Sanguszków, jednakże z tą różnicą, że od Pogoni litewskiej miały go różnić jedynie dwa krzyże złożone w jeden na tarczy jeźdźca. 

## Herbowni
Informacje na temat herbownych w artykule sporządzone zostały na podstawie wiarygodnych źródeł, zwłaszcza klasycznych i współczesnych herbarzy. Należy jednak zwrócić uwagę na częste zjawisko przypisywania rodom szlacheckim niewłaściwych herbów, szczególnie nasilone w czasie legitymacji szlachectwa przed zaborczymi heroldiami, co zostało następnie utrwalone w wydawanych kolejno herbarzach. Identyczność nazwiska nie musi oznaczać przynależności do danego rodu herbowego. Przynależność taką mogą bezspornie ustalić wyłącznie badania genealogiczne.
Pełne listy herbownych nie są dziś możliwe do odtworzenia, także ze względu na zniszczenie i zaginięcie wielu akt i dokumentów w czasie II wojny światowej (m.in. w czasie powstania warszawskiego w 1944 spłonęło ponad 90% zasobu Archiwum Głównego w Warszawie, gdzie przechowywana była większość dokumentów staropolskich). Nazwisko znajdujące się w artykule pochodzi z Księgi herbowej rodów polskich, Juliusza Ostrowskiego. Występowanie danego nazwiska w artykule nie musi oznaczać, że konkretna rodzina pieczętowała się herbem Sanguszko. Często te same nazwiska są własnością wielu rodzin reprezentujących wszystkie stany dawnej Rzeczypospolitej, tj. chłopów, mieszczan, szlachtę. Herb Sanguszko jest herbem własnym, wiec do jego używania uprawniona jest zaledwie jedna rodzina: Sanguszkowie.